# Teletöisentunturi

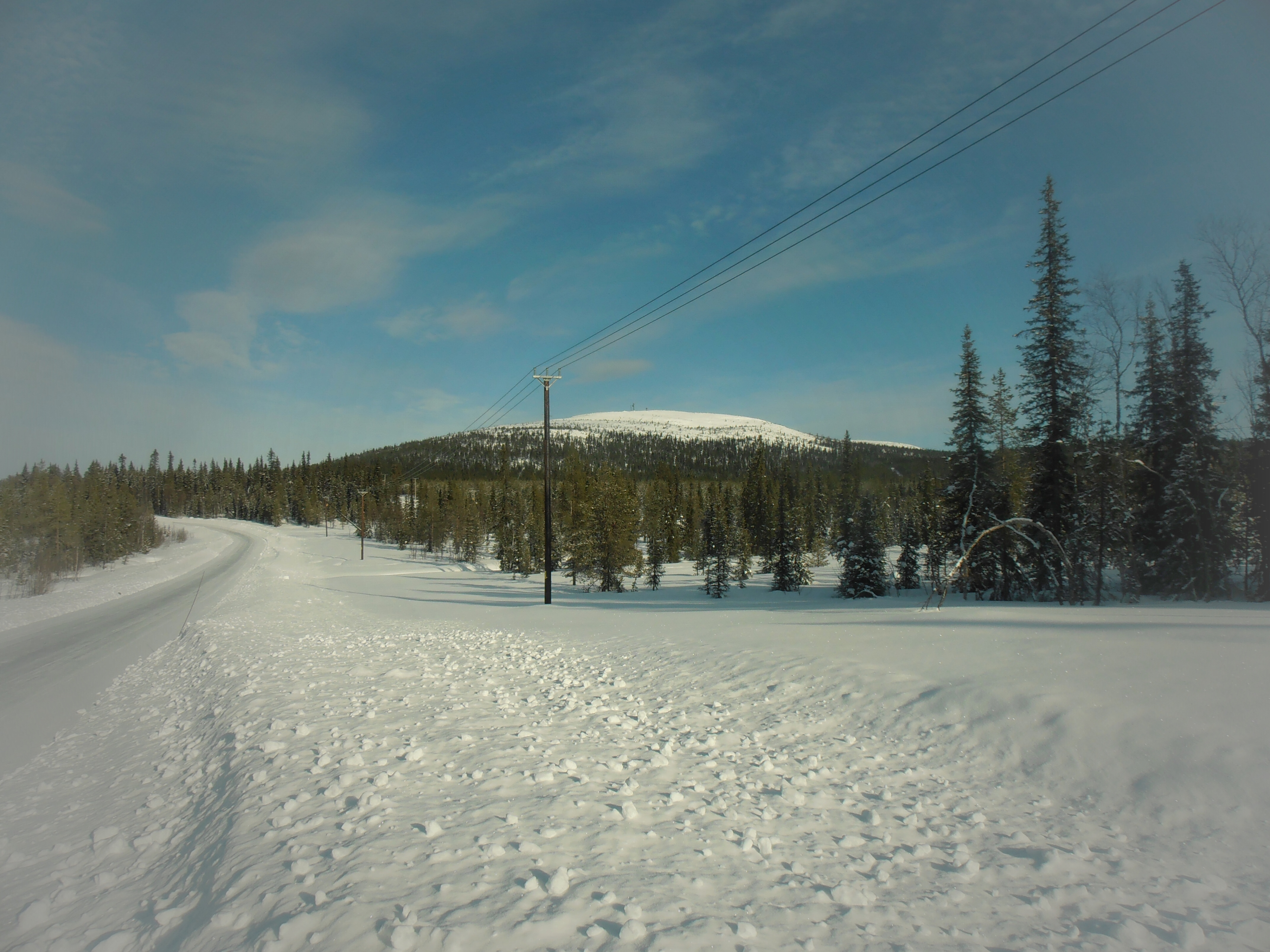
Teletöisentunturi i mars 2017. Fotot taget i nordlig riktning mellan Nilivaara och Palo.

Teletöisentunturi, eller Teletöinen, är ett berg i Gällivare kommun, Norrbottens län. Berget sträcker sig 645 meter över havet och är beläget åtta kilometer söder om byn Vettasjärvi.
Teletöisentunturi och området runtomkring nyttjas av Girjas och Laevas samebyar vid rennäring.